# A Fever Dream
A Fever Dream é o quarto álbum de estúdio da banda britânica de rock alternativo Everything Everything, lançado em 18 de agosto de 2017 pela gravadora RCA Records.
As canções "Can't Do", "A Fever Dream" e "Desire" foram lançadas como singles entre junho a agosto de 2017 para a divulgação do álbum.

## Produção
A Fever Dream foi concebido como uma "peça complementar" de Get to Heaven (2015), o álbum anterior do Everything Everything. As composições para o álbum foram feitas durante a turnê da banda. O baixista Jeremy Pritchard disse a Andrew Steel, do Yorkshire Evening Post: "Queríamos apenas trabalhar mais rápido, procrastinar menos e evitar o neuroticismo. [...] Se misturássemos os processos [de turnê e de composição], não ficaríamos cansados de um ou de outro." Ao final da turnê, em setembro de 2016, o Everything Everything havia gerado uma série de demos que eles trabalharam para expandir entre os estúdios em Manchester e o apartamento do guitarrista Alex Robertshaw em Londres. Robertshaw disse que o processo de composição havia sido mais colaborativo do que no passado. Enquanto Get to Heaven teve faixas escritas, em sua maioria, de forma independente por Robertshaw e pelo vocalista Jonathan Higgs, em A Fever Dream a dupla "trabalhou do zero".
Embora a banda tenha trabalhado com David Kosten e Stuart Price em álbuns anteriores, eles contrataram James Ford para produzir A Fever Dream. Pritchard explicou que eles queriam trabalhar com ele desde que ouviram seu trabalho no álbum Favourite Worst Nightmare, de 2007, do Arctic Monkeys, que eles consideraram um "disco de rock com som perfeito". A maior parte da gravação e da produção foi concluída em um mês.
Robertshaw declarou que a intenção era fazer com que o álbum parecesse "coeso", que a música estivesse "toda no mesmo universo". Ele e o restante da banda se inspiraram nos álbuns Laughing Stock e Spirit of Eden, do Talk Talk, que "vieram de um lugar muito experimental", mas que, no final, tinham um "verdadeiro senso espacial".

## Faixas
| N.º | Título                     | Duração |  |
| 1.  | "Night of the Long Knives" | 4:38    |  |
| 2.  | "Can't Do"                 | 3:32    |  |
| 3.  | "Desire"                   | 3:25    |  |
| 4.  | "Big Game"                 | 3:48    |  |
| 5.  | "Good Shot, Good Soldier"  | 4:51    |  |
| 6.  | "Run the Numbers"          | 3:39    |  |
| 7.  | "Put Me Together"          | 5:33    |  |
| 8.  | "A Fever Dream"            | 5:59    |  |
| 9.  | "Ivory Tower"              | 3:54    |  |
| 10. | "New Deep"                 | 2:27    |  |
| 11. | "White Whale"              | 4:50    |  |